# Фригійський лад
Фригійський лад — один із давньогрецьких та середньовічних ладів. Названо відповідно до назви історичного регіону Греції — Фригії, звідки, імовірно, він походив.

## Давньогрецька музика
В давньогрецькій системі фригійський лад розглядався як октавний, складений з двох фригійських тетрахордів.

Давньогрецький фригійський ладⓘ
Більшість філософів називали такий лад екстатичним і пов'язували з культом Діоніса, фригійський лад згадується Евріпідом у п'єсі «Вакханки». В цьому відношенні фригійський лад протиставляли дорійському ладу, що вважався ладом мужності і пов'язувався з культом Аполлона. Більш лояльно ставився до фригійського ладу Платон — він вважав, що фригійський лад передає мир і спокій, за що був підданий критиці Аристотелем.

## Сучасна теорія музики
В результаті плутанини, допущеної анонімним середньовічним автором IX століття, починаючи з середньовіччя і до сучасності давньогрецький фригійський лад був перейменований у дорійський, тоді як давньогрецький дорійський став фригійським.
В сучасній теорії музики фригійським називається лад, що схожий на натуральний мінор, але відрізняється низьким другим ступенем, наприклад: